# Lasse Lindbom
Lars "Lasse" Göran Bertil Lindbom, född 30 mars 1949 i Enskede församling, Stockholms stad, är en svensk artist, musiker (främst basist) och musikproducent.

## Biografi
Lindbom blev medlem i gruppen Landslaget, där även bland andra Magnus Lindberg ingick, under senare delen av 1970-talet. 
Med Landslaget medverkade Lindbom i Melodifestivalen två gånger. År 1975 kom de sjua med låten Den Gamla Jukeboxen och 1977 blev de trea med Sommarn-65. År 1980 medverkade Lindbom återigen i Melodifestivalen, då med låten För Dina Bruna Ögons Skull. Låten var skriven av Per Gessle och Mats MP Persson, men den kom sist i tävlingen. Lindbom var med och upptäckte Gyllene Tider, vilket ledde till att Halmstadbandet fick ett skivkontrakt på EMI. Han var producent på Gyllene Tiders samtliga fyra studioalbum som släpptes på 1980-talet, samt Gessles två första soloalbum. I Gyllene Tider-låten Povel Ramel, Paul McCartney och jag från 1981 nämns Lindbom i raden Listen Listen, sa Paul, spelar dom inte Lindboms senaste hit?. Samma år producerade Lindbom X Models stora hitsingel Två av oss.
Lindbom producerade även Ulf Lundells studioalbum mellan 1979-1988, däribland Kär och galen och Den vassa eggen.
År 1982 släppte Lasse Lindbom albumet Romantisk Blackout. I en av låtarna, Så Nära Nu medverkade Marie Fredriksson. Lindbom medverkade som låtskrivare och producent på Fredrikssons debualbum Het vind som släpptes 1984, och fick en stor singelhit med Ännu doftar kärlek. De blev även ett par, och fortsatte skriva tillsammans på uppföljaren Den sjunde vågen. Förhållandet tog slut, och samarbetet med Fredriksson avslutades efter det tredje framgångsrika albumet Efter stormen, som släpptes 1987. Samma år fick Lindbom en stor hitsingel med Tänd ett ljus tillsammans med bandet Triad.
Lindbom fortsatte arbetet som producent åt artister som Carola, Nina letar UFO och Grymlings.
1994 släppte Lindbom ett nytt soloalbum Vägen Söderut och var med i Melodifestivalen igen 1995 med låten Följ dina drömmar som kom på 5:e plats. Lindbom blev även medlem i rockbandet The Husbands som spelat tillsammans sedan 1986.

## Medverkan på Ulf Lundells album
- 1979 – Ripp rapp (producent, bas, gitarrer, slagverk, kör)
- 1980 – Längre inåt landet (producent, bas, kör)
- 1982 – Kär och galen (producent, akustisk gitarr, kör)
- 1984 – Sweethearts (producent)
- 1985 – Den vassa eggen (producent, akustisk gitarr, kör)
- 1987 – Det goda livet (producent)
- 1988 – Evangeline (producent, akustisk gitarr, mandolin, tamburin)